# Счастье игрока
«Счастье игрока» (Spieler-Glück) — обрамлённая новелла Гофмана, впервые опубликованная в 1819 году. В следующем году была включена в 3-й том сборника рассказов «Серапионовы братья».
По «шкатулочной традиции» эпохи романтизма произведение состоит из нескольких рассказов внутри рассказа, иллюстрирующих трагическую судьбу тех или иных игроков в карты.

## Сюжет
История Зигфрида
Разгар сезона на водах в Пирмонте. И стар и млад проводит вечера за картами. Равнодушен к ним только молодой барон Зигфрид, известный с детства своим феноменальным везением. Опасаясь прослыть скрягой, он наконец приходит в игорный дом, чтобы сделать пару ставок. Так незаметно для себя «пристрастился он к фараону, этой самой простой и, следственно, самой фатальной игре».
Удача никогда не изменяет молодому барону, но его беспокоит присутствие в зале пожилого человека с тяжёлым взглядом. Счастливчик требует, чтобы тот отошёл от игрального стола. Наутро в парке он приносит извинения незнакомцу. В ответ тот заявляет, что счастье игрока не что иное, как «прельстительный обман враждебных сил», и призывает его остановиться, пока не поздно.
История Менара
Рассказ, который ему поведал незнакомец в парке, действительно, заставил барона завязать с картами. Это история шевалье Менара, которому некогда так же везло в карты, как и Зигфриду. Так же, как и он, шевалье был втянут в игру против своей воли и на первых порах даже понтировал за других. Благодаря своей удаче он разбогател и заложил самый богатый банк в Париже.
Однажды в заведении Менара появился сухой старичок-процентщик по фамилии Вертуа. Он раз за разом делал ставки и раз за разом проигрывал. Так он спустил всё своё состояние, включая меблированный дом на улице Сент-Оноре. Напрасно он просил оставить его дочери хотя бы десятую часть проигранного — Менар заявил, что среди игроков такое милосердие почитается плохим знаком.
История Вертуа
Тогда старик поведал кредитору историю своих несчастий. Как и Менару, ему неизменно сопутствовала в игре удача. Живя в Генуе, он разорил среди прочих одного римлянина, который в негодовании всадил ему нож в сердце. Любимая жена скончалась от переживаний. Залечив рану, Вертуа нашёл в себе силы побороть страсть к игре и уехал из Италии в Париж, где занялся ростовщичеством. И только теперь, услышав про Менара, который во всём повторяет его судьбу, решил поставить своё счастье игрока против счастья шевалье.
По приезде в выигранный у Вертуа дом шевалье Менар без памяти влюбился в дочь хозяина, Анжелу. Ради неё он поспешил отказаться от своего выигрыша. Когда же благородная девушка осыпала его упрёками в жестокосердии и безнравственности, Менар закрыл игорный дом и круто изменил образ жизни. Анжела прониклась к нему симпатией и согласилась стать его женой, хотя и любила втайне соседского сына, Дюверне, который был призван на войну с англичанами.
История Дюверне
Старик Вертуа помешался на картах и умер; даже в предсмертной агонии он «перебирал дрожащими пальцами, словно тасуя карты и меча банк». К пагубной страсти вернулся и Менар. Правда, теперь его необыкновенную удачу объясняли шулерством, а его игорный дом окружала дурная слава. После закрытия банка властями Менар удалился с женой в её родную Геную, где самый богатый банк держал некий французский полковник. Шевалье вздумал играть с полковником — и проиграл всё. В отчаянии он по предложению полковника поставил на кон свою жену — и опять его ставка была бита.
Тогда полковник открыл шевалье, что он и есть тот самый Дюверне, которого все эти годы тайно любила Анжела, и что он занялся игрой по наущению «духа тьмы» с тем, чтобы вернуть себе любимую. Приехав в дом Анжелы, выигравший и проигравший нашли её в своей комнате мёртвой. «И полковник кулаком погрозил небу, глухо взвыл и убежал прочь; с тех пор никто его больше не видел!»
Эпилог
Через несколько дней после беседы с бароном Зигфридом незнакомца постиг нервный удар, от которого он не оправился. После его смерти из оставшихся после него бумаг выяснилось, что это не кто иной, как шевалье Менар, в последнее время именовавший себя Бодассоном.

## Значение
Рассказ Гофмана о «колдовском очаровании» карт открывает в европейской литературе принципиально новую тему. Такие произведения, как «Пиковая дама» Пушкина, «Шагреневая кожа» Бальзака, «Штосс» Лермонтова, «Игрок» Достоевского, представляют собой продолжение этой гофмановской традиции. У Гофмана везение в игре представлено как нечто почти мистическое:

Диковинное сплетение случайностей, сменяющих друг друга в причудливом хороводе, выступает здесь с особенной ясностью, указывая на вмешательство некой высшей силы, и это побуждает наш дух неудержимо стремиться в то темное царство, в ту кузницу Рока, где вершатся человеческие судьбы, дабы проникнуть в тайны его ремесла.
Сам Гофман был к картам довольно равнодушен. В основу рассказа, вероятно, легли его наблюдения за игроками во время пребывания на водах в 1798 году (а также трагическая судьба одного из знакомых офицеров, мужа писательницы Каролины де Ла Мотт Фуке).